# ريتشارد بوتشر (لاعب هوكي الجليد)
ريتشارد بوتشر هو لاعب هوكي الجليد سويسري، ولد في 27 سبتمبر 1955 في لوسرن في سويسرا، وتوفي في 7 سبتمبر 2012.

## وصلات خارجية
- ريتشارد بوتشر على موقع EliteProspects.com (الإنجليزية)
- ريتشارد بوتشر على موقع HockeyDB.com (الإنجليزية)
- ريتشارد بوتشر على موقع أوليمبيديا (الإنجليزية)